# Parafia Matki Bożej Szkaplerznej w Tarnowie
Parafia Matki Bożej Szkaplerznej w Tarnowie – parafia rzymskokatolicka znajdująca się w diecezji tarnowskiej w dekanacie Tarnów Południe.
Od 2014 proboszczem parafii jest ks. Piotr Mamak.